# Arie Duijvestijn
Adrianus Johannes Wilhelmus (Arie) Duijvestijn (La Haya, 10 de diciembre de 1927 – Enschede, 21 de enero de 1998) fue un informático teórico holandés, profesor en la Universidad Técnica de Twente. Descubrió una configuración mínima para la cuadratura del cuadrado utilizando el cálculo por ordenador.

## Semblanza

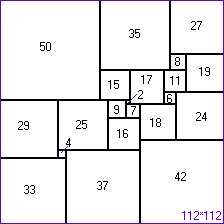
Cuadratura del cuadrado. Duivestijn, valiéndose de un programa de ordenador, descubrió la menor configuración de cuadrados enteros distintos que forman un cuadrado.

Duijvestijn se graduó en ingeniería eléctrica en Delft y se incorporó en 1953 al servicio del Centro de Matemáticas de la Universidad de Ámsterdam, donde se inició en la técnica de programación de los primeros ordenadores. Más adelante, pasó a trabajar en el Natlab de la empresa Philips en Eindhoven. También aquí se involucró en labores de programación.
En 1962 se doctoró por la Universidad Técnica de Eindhoven, con una tesis acerca de los cuadrados perfectos, y sobre todo acerca del problema de ¿Cuál es el menor número de cuadrados distintos de lados enteros, con los que se puede formar exactamente un cuadrado de lado entero? Poco después se convirtió en profesor en la nueva Universidad de ciencias aplicadas en Enschede.
Duijvestijn fue uno de los principales impulsores del desarrollo de la informática en los países Bajos. Estuvo muy implicado en el desarrollo de los programas de ciencias de la computación para la Educación Profesional Superior, y fue uno de los fundadores de la Sociedad Informática de los Países Bajos. Duijvestijn ocupó numerosos cargos administrativos dentro y fuera de su propia universidad. Se convirtió en 1981 en el primer decano de la nueva facultad de informática de la Universidad de Twente. Esta facultad fue el único centro independiente de ciencias de la computación en los Países Bajos. Actualmente, la facultad está fusionada con la Escuela de Ingeniería Eléctrica y Matemáticas. Cuando se retiró en 1989, fue condecorado como caballero de la Orden del León Neerlandés.